# Deutscher Immunologie-Preis
O Deutscher Immunologie-Preis (até 2014 Avery-Landsteiner-Preis) é um prêmio de ciências bianual concedido desde 1973 pela Deutsche Gesellschaft für Immunologie (DGfI), por contribuições internacionais de destaque em imunologia. O prêmio inclui um valor monetário de 10.000 euros.

## Recipientes
- 1973 Walther Frederick Goebel, Jacques Oudin
- 1975 Henry G. Kunkel
- 1977 Klaus Rajewsky
- 1979 César Milstein
- 1981 Susumu Tonegawa
- 1983 Ion Gresser
- 1985 Peter Perlmann
- 1987 Joost Joe Oppenheim
- 1990 Harald von Boehmer
- 1992 Hans-Georg Rammensee
- 1994 Tim Mosmann
- 1996 Tadamitsu Kishimoto
- 1998 Peter Krammer
- 2000 Hidde Ploegh
- 2002 Charles A. Janeway
- 2004 Klas Kärre
- 2006 Philippa Marrack
- 2008 Max Dale Cooper
- 2010 Shizuo Akira
- 2012 Alain Fischer
- 2014 Andreas Radbruch
- 2016 Hans-Reimer Rodewald
- 2019 Shimon Sakaguchi